# Asesinato de Eudaldo Díaz
El asesinato de Eudaldo León Díaz Salgado conocido como Tito Díaz, alcalde del municipio de El Roble, en el departamento de Sucre, fue un crimen ocurrido en Colombia en el año 2003. El caso tomó relevancia debido a que Eudaldo Díaz había anunciado que sería asesinado durante una transmisión televisada en vivo a nivel nacional y en frente al presidente de la república Álvaro Uribe. Desde el momento del asesinato han sido asesinados al menos 18 personas relacionadas con el caso, entre cómplices, testigos y familiares de los mismos.
El caso del asesinato de Eudaldo Díaz alcalde de El Roble, es considerado como uno de los hechos que permitieron develar el escándalo de la parapolítica en Colombia.

## Antecedentes
El 2 de febrero del 2003, el alcalde Eudaldo Díaz intervino en un Consejo Comunitario realizado en Corozal, televisado a nivel nacional, y organizado por la presidencia de la república en cabeza de Álvaro Uribe Vélez. Sentado junto al presidente, se encontraba el gobernador del departamento Salvador Arana Sus, quien años después sería condenado por el crimen. Díaz tomó el micrófono y dirigiéndose al presidente Uribe le dijo que lo iban a matar.
| «Presidente intervenga, es una vida, yo soy un alcalde, primero viene mi suspensión, luego mi destitución y después mi muerte (…) Señor Presidente es que a mi me van a matar»—Eudaldo Díaz |

Díaz explicó actos de corrupción y alianzas clandestinas de varios políticos y funcionarios estatales con grupos paramilitares, algunos de los funcionarios señalados se encontraban en ese mismo Consejo Comunal. Entre ellos el gobernador del departamento Salvador Arana Sus, el exgobernador Eric Julio Morris Taborda y el congresista Álvaro García Romero, quienes en años posteriores fueron condenados por sus vínculos con paramilitares. Igualmente Díaz denunció la persecución jurídica y montajes de los que era víctima por parte de estos funcionarios, y mencionó como él se había resistido a ser controlado por los paramilitares que mandaban en la región.
Años después se conoció, según el testimonio del hijo de Díaz, Juan David Díaz, que esta era la segunda vez que el alcalde denunciaba a Salvador Arana en presencia del presidente Uribe. Según el testimonio, Eudaldo Díaz había estado en un consejo de seguridad privado junto con Arana y Uribe semanas atrás, donde había hecho aseveraciones similares.

## Asesinato
A los dos meses de su intervención en el Consejo Comunitario, el 10 de abril de 2003, fue encontrado el cuerpo de Eudaldo Díaz quien había sido secuestrado, torturado y asesinado. Antes de partir hacia la reunión donde sería asesinado, escribió una carta advirtiendole a su hijo, Juan David Díaz, que si algo le pasaba el principal responsable sería Salvador Arana, además de mencionar otros nombres.

## Proceso judicial

### Condenas

#### Salvador Arana
Salvador Arana Sus para la época del asesinato era gobernador de Sucre y había sido nombrado por el presidente Uribe como embajador de Colombia en Chile después de haber terminado su periodo como gobernador el mismo año de ocurrido el crimen. Renunció a su cargo en agosto de 2005 después de que el senador Gustavo Petro lo acusara en el congreso de conformación de grupos paramilitares y de estar involucrado en el asesinato de Tito Díaz. Arana anunció que interpondría una demanda ante la corte suprema de justicia contra Petro por calumnia.
Arana permaneció varios meses como prófugo de la justicia hasta que fue capturado el 29 de mayo de 2008. El 3 de diciembre de 2009 fue condenado a 40 años de cárcel por ser el autor intelectual del asesinato.

#### Alias Cadena
El desaparecido comandante paramilitar Rodrigo Mercado Pelufo alias Cadena fue condenado, en ausencia, a 40 años de prisión.

### Absoluciones
La exdirectora de la cárcel de Sincelejo, Diana Luz Martínez, fue inicialmente condenada a 28 años de prisión, por supuestamente permitir la salida de dos paramilitares que ejecutaron el crimen. Sin embargo fue absuelta en 2011 tras haber permanecido 4 años detenida.

### Investigaciones

#### Germán Cardona
El entonces zar anticorrupción del gobierno Uribe, Germán Cardona, tuvo que rendir indagatoria en febrero de 2011 ante la comisión de acusaciones de la cámara de representantes debido a que durante el consejo comunitario televisado, Uribe delegó en él atender privadamente la queja del exalcalde. Cardona dijo que «no tenía los mecanismos para proteger la vida del alcalde de El Roble» y aseguró que «no soy el llamado a dar respuesta a como actuó el Gobierno de Uribe ante este caso». Cardona había renunciado al cargo de zar anticorrupción en agosto de 2003 alegando que no tenía las herramientas para hacer su trabajo.

#### Declaraciones de Mancuso
En mayo de 2023, el exjefe paramilitar que operaba en la zona, Salvatore Mancuso, acusó directamente al expresidente Álvaro Uribe de haber sido responsable de retirarle el esquema de seguridad a Eudaldo Díaz.
| «En un consejo comunitario él (Eudaldo Díaz) denunció, ante el entonces presidente Uribe, que lo iban a matar y Uribe lo que hizo fue quitarle el esquema de seguridad y nosotros lo matamos»—Salvatore Mancuso |

Además dijo que tenía información importante en el caso del alcalde de El Roble pero que la daría de manera privada.
Por estas declaraciones el expresidente Uribe anunció que denunciaría penalmente a Mancuso.
Juan David Díaz, hijo de Eudaldo, ante estas declaraciones pidió que Álvaro Uribe sea judicializado por el crimen de su padre.